# Steven Hooker
Steven Hooker (* 16. července 1982 Melbourne, Austrálie) je bývalý australský tyčkař, olympijský vítěz, mistr světa a halový mistr světa ve skoku o tyči.
Na Letních olympijských hrách 2008 v Pekingu se stal mužem třetích pokusů. Svoji základní výšku zdolal napoprvé ale následných 580, 585, 590 ale i 596 skočil vždy napotřetí. Posledním výkonem zároveň ustanovil nový olympijský rekord. Na následující olympiádě v Londýně jeho rekord o jeden centimetr vylepšil Francouz Renaud Lavillenie.
7. února 2009 skočil v Bostonu v hale 606 cm. Tímto výkonem se stal druhým nejlepším tyčkařem celé historie. Výše skákal jen světový rekordman Sergej Bubka. V posledních dvou sezónách (2011, 2012) bojuje s nevyrovnanými výkony. Na MS v atletice 2011 v jihokorejském Tegu v kvalifikaci třikrát neuspěl na základní výšce. Na Letních olympijských hrách v Londýně v roce 2012 si finále zajistil jediným kvalifikačním skokem, když překonal 550 cm. Ve finále však třikrát nedokázal uspět na výšce 565 cm a skončil stejně jako Američan Brad Walker bez platného pokusu v poli poražených.

## Úspěchy
| Rok  | Závod                             | Místo                    | Umístění    | Výkon  |
| ---- | --------------------------------- | ------------------------ | ----------- | ------ |
| 2000 | Mistrovství světa juniorů         | Santiago de Chile, Chile | 4.          | 5,20 m |
| 2004 | Letní olympijské hry 2004         | Athény, Řecko            | kvalifikace | 5,30 m |
| 2005 | Mistrovství světa v atletice 2005 | Helsinky, Finsko         | kvalifikace | 5,45 m |
| 2006 | Hry Commonwealthu                 | Melbourne, Austrálie     | 1.          | 5,80 m |
| 2006 | Světové atletické finále          | Stuttgart, Německo       | 5.          | 5,75 m |
| 2006 | Světový pohár v atletice          | Athény, Řecko            | 1.          | 5,80 m |
| 2007 | Mistrovství světa v atletice 2007 | Ósaka, Japonsko          | 9.          | 5,76 m |
| 2007 | Světové atletické finále          | Stuttgart, Německo       | 3.          | 5,81 m |
| 2008 | Halové mistrovství světa 2008     | Valencie, Španělsko      | 3.          | 5,80 m |
| 2008 | Letní olympijské hry 2008         | Peking, Čína             | 1.          | 5,96 m |
| 2009 | Mistrovství světa v atletice 2009 | Berlín, Německo          | 1.          | 5,90 m |
| 2010 | Halové mistrovství světa 2010     | Dauhá, Katar             | 1.          | 6,01 m |

## Rodina
Jeho matka Erica Hookerová se rovněž věnovala sportu. Na letní olympiádě v Mnichově v roce 1972 reprezentovala Austrálii ve skoku do dálky. V roce 1978 vybojovala na hrách Commonwealthu v kanadském Edmontonu stříbrnou medaili.